# Babakan Losari Lor
Babakan Losari Lor is een bestuurslaag in het regentschap Cirebon van de provincie West-Java, Indonesië. Babakan Losari Lor telt 3101 inwoners (volkstelling 2010).